# Marjan Rožič
Marjan Rožič, slovenski politik, * 12. september 1932, Ribčev laz, Bohinj, † konec decembra 2017.
Marjan Rožič je leta 1963 končal Visoko šolo za politične vede v Beogradu in prav tam 1980 tudi doktoriral na področju politologije, sicer pa je bil na političnem področju vselej aktiven. Bil je vzgojitelj, novinar, urednik časopisa Obrtnik. Delal je v vodstvenih organih Zveze socialistične mladine Slovenije, od leta 1965 do 1972 je bil sekretar zveznega sveta Zveze sindikatov Jugoslavije in od 1972 do 1978 Socialistične zveze delovnega ljudstva Jugoslavije, v 80. letih pa je bil do 1987 član predsedstva in eno let predsednik. Nato je bil do 1991 poslanec (delegat) v zveznem zboru zvezne skupščine in eno leto (1988/89) tudi predsednik Skupščine SFRJ, med letoma 1978 in 1982 pa je bil predsednik Skupščine mesta Ljubljana (župan mesta). Od leta 1989 do 2006 je bil predsednik Turistične zveze Slovenije. Objavil je številne članke in razprave o političnih, gospodarskih in turističnih vprašanjih.